# Schizonycha angolensis
Schizonycha angolensis är en skalbaggsart som beskrevs av Moser 1916. Schizonycha angolensis ingår i släktet Schizonycha och familjen Melolonthidae. Inga underarter finns listade i Catalogue of Life.